# باکور (کمون)
باکور (به فرانسوی: Bacourt) یک کمون (فرانسه) در فرانسه است که در canton of Delme واقع شده‌است. باکور ۳٫۸۹ کیلومتر مربع مساحت دارد ۳۰۰ متر بالاتر از سطح دریا واقع شده‌است.